# Ain Johra -Sidi Boukhalkhal
Ain Johra -Sidi Boukhalkhal  (in arabo عين جوهرة-سيدي بوخلخال‎?) è un centro abitato e comune rurale del Marocco situato nella provincia di Khémisset, regione di Rabat-Salé-Kénitra. Conta una popolazione di 17 307 abitanti (censimento 2014).